# Пъркинс (окръг, Небраска)
Вижте пояснителната страница за други значения на Пъркинс.
Окръг Пъркинс (на английски: Perkins County) е окръг в щата Небраска, Съединени американски щати. Площта му е 2290 km², а населението - 3200 души (2000). Административен център е град Грант.